# ヴィリバルト・フォン・ランゲルマン・ウント・エレンカンプ
ヴィリバルト・フォン・ランゲルマン・ウント・エレンカンプ（ドイツ語: Willibald von Langermann und Erlencamp、1890年3月29日 - 1942年10月3日）は、ドイツの陸軍軍人。最終階級は装甲兵大将（ドイツ国防軍）。

## 経歴

### 前半生
フォン・ランゲルマンは1890年3月29日、ドイツ帝国カールスルーエの陸軍少将ルドルフ・フォン・ランゲルマン・ウント・エレンカンプとフラウ・イーダ・ヴィルヘルミネ・マティルダ（旧姓フォン・シュテッサー）との間に生まれた。1908年、プロイセン王国陸軍士官学校に入校。1910年からはドイツ帝国陸軍第5竜騎兵連隊「フライヘア・フォン・マントイフェル」に入隊した。
第一次世界大戦勃発後の1915年2月25日に中尉へ昇進。1916年8月中旬に東部戦線に置かれていた第10予備役軍団に送られ、その後第22予備役師団に配属された。1917年6月18日に大尉へ昇進。
戦後、ハノーファーの第13騎兵連隊の連隊長に就任した。1930年11月1日に少佐へ昇進し、以降1935年6月まで陸軍騎兵学校で教鞭を執っている。1935年からは第4騎兵連隊の連隊長を務めた。

### 第二次世界大戦
第二次世界大戦勃発後の1940年3月に少将へ昇進。フランスの戦い直前に第29機械化歩兵師団の師団長に就いた。第29機械化歩兵師団はフランス侵攻やベルギー侵攻で成功をおさめたため、フォン・ランゲルマンは8月15日に騎士鉄十字章を受けた。
1940年9月7日、フォン・ランゲルマンは第4装甲師団の師団長に就任した。彼はバルバロッサ作戦からモスクワの戦い後半まで師団長として指揮を執り続けた。1942年1月からは第24装甲軍団の軍団長となり、その週のうちに中将へ昇進している。1942年半ばに装甲兵大将へ昇進。また、2月17日に柏葉付騎士鉄十字章を受けている。10月3日、スターリングラード攻防戦の最中に戦死。